# Republica Prekmurje
Republica Prekmurje (maghiară Vendvidéki Köztársaság, Mura Köztársaság, slovenă Murska Republika, Republika Prekmurje dialectul prekmurian: Reszpublika Szlovenszka okroglina, Mörszka Reszpublika) a fost un stat nerecunoscut creat în 1919, odată cu destrămarea Imperiului Austro-Ungar, în regiunea istorică numită tradițional „Ținutul Vendic” (maghiară Vendvidék ). Pe 6 iunie 1919, Prekmurje a fost incorporat în Regatul Sârbilor, Croaților și Slovenilor, stat redenumit Iugoslavia în 1929. Statul se învecina la nord cu Austria, la est cu Ungaria și la sud și vest cu Regatul Sârbilor, Croaților și Slovenilor.

## Istoric
Pe data de 6 iunie 1919, armata roșie maghiară a intrat în Prekmurje și a dezființat republica. Tkálecz a fugit în Austria și comuniștii au declanșat o teroare roșie asupra opozanților. Pe 1 august 1919, Republica Sovietică Ungaria a fost abolită de către armata română, și imediat după aceea armata sârbă a intrat în Prekmurje. În 1920, Tratatul de la Trianon a fixat granița definitivă a Ungariei.

## Populația
Populația totală a republicii a fost de aproximativ 100.000, din care total minorități 32%, astfel: 20-22.000 maghiari; alte minorități semnificative erau germani, în număr de 8.000 precum și croați, în număr de 3.000. Alte etnii prezente erau evreii și romii. Din punct de vedere religios, o treime erau luterani, peste jumătate romano-catolici iar restul reformați și adepți ai iudaismului. În unele localități, romii vorbeau fie slovena prekmuriană fie limba maghiară.